# Мирза Наджаф Хан

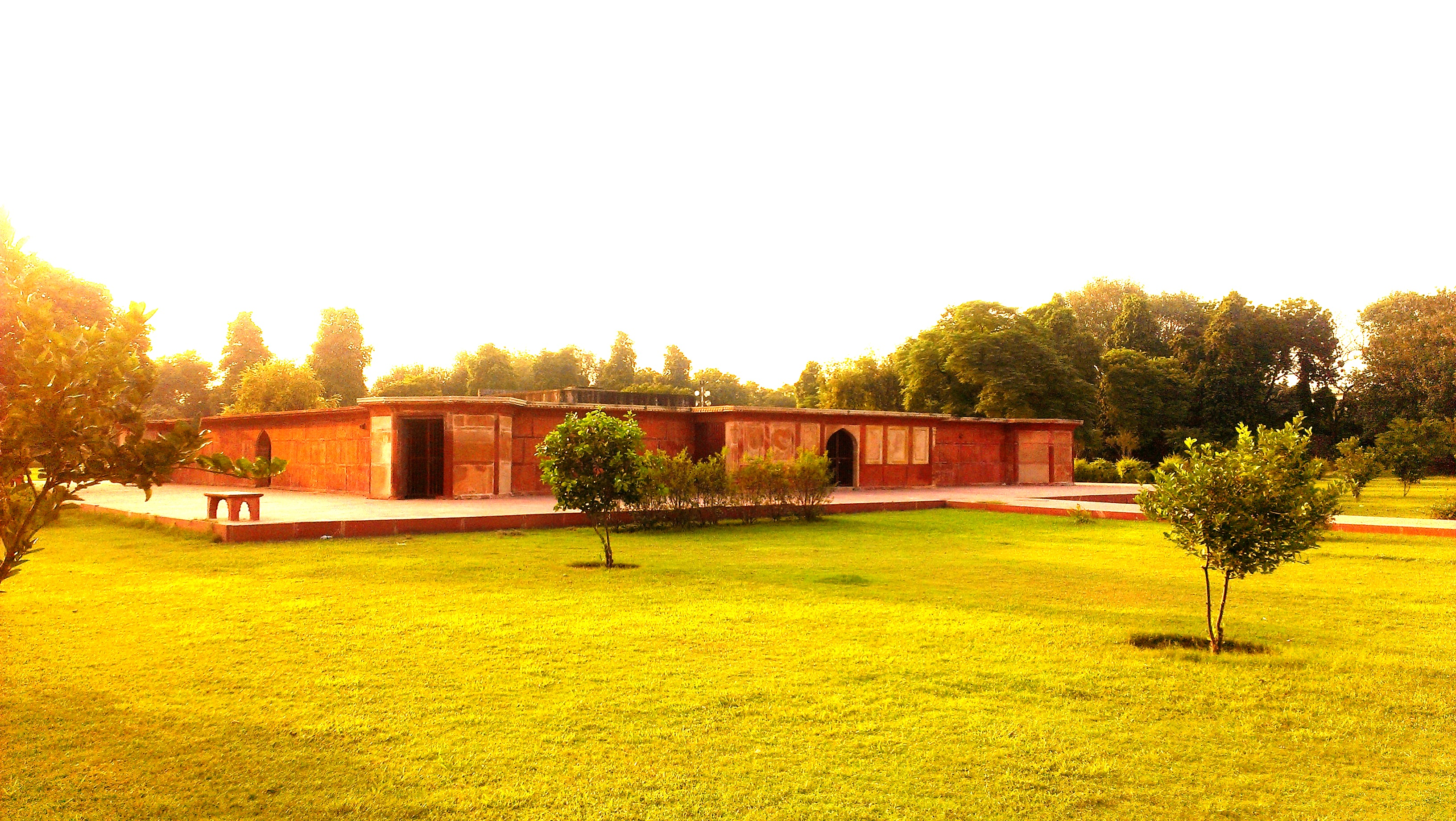
Незавершенная гробница Мирзы Наджаф Хана, главнокомандующего армией Великих Моголов во время правления Шаха Алама II.

Мирза Наджаф Хан Бахадур, также известный как Наджаф хан (1723 — 26 апреля 1782) — персидский авантюрист сефевидского происхождения, который прибыл в Дели около 1740 года из Ирана после того, как Надир-шах сместил династию Сефевидов в 1736 году. Он стал придворным императора Великих Моголов Шах Алама II (1740—1782). Он женился на его сестре из семьи шиитского наваба Ауда, в результате чего он получил титул заместителя вазира Ауда. Он служил во время битвы при Буксаре и был высшим командующим армии Великих Моголов с 1772 года до своей смерти в апреле 1782 года.

## Карьера
Он был более успешным, чем его предшественник Наджиб ад-Даула, афганский рохилла, назначенный Ахмад шахом Дуррани для защиты трона Великих Моголов. У него был приемный сын Наджаф Кули Хан (не то же самое, что Кули Хан, похороненный в археологическом парке Мехраули). После его смерти возник спор о его владениях, поскольку он не оставил детей, его вдовая сестра попросила императора отдать её приемного сына на должность заместителя вазира, но с этим требованием соперничал Мирза Шафи хан, у которого была большая армия и значительные ресурсы при дворе Великих Моголов, Мирза также был ближайшим из родственники Наджафа . Соперником Наджаф хана при дворе шаха Алама был Наваб Маджад-уд-Даула, который использовал сикхские заблуждения, чтобы вызвать панику среди моголов, чтобы постоянно отвлекать силы Наджаф хана. Ему также приписывают переименование города Алигарх, ранее известного как Кол.

## Смерть
Он умер 26 апреля 1782 года, прослужив на троне Великих Моголов сорок два года.
Он начал страдать от продолжительных приступов лихорадки и болезни сразу после того, как в 1779 году в возрасте 42 лет был назначен Вакиль-и-Мутлаком или регентом Великих Моголов. При дворе ходили слухи, направленные против возвышения этого шиитского придворного. Кахир-уд-дин Иллахабади писал в «Ибратнаме», что Наджаф хан сблизился с евнухом Латафат Али ханом, который регулярно снабжал Наджаф хана вином и танцовщицами. Наджаф стал одержим опытной проституткой, представленной Латафатом. Нафадж проводил большую часть своего времени, развлекаясь в присутствии этой проститутки, пока не заболел серьезно, у него поднялась температура и он ослаб до такой степени, что «это уже нельзя было вылечить». На самом деле время его болезни прошло в «боли и страданиях, харкании кровью».

## Могила Мирзы Наджаф хана
«Гробница Мизы Наджаф Хана» рядом с аэропортом Сафдарджанг находится ближе к гробнице Сафдарджанга в садах Лоди. Это незавершенная гробница. Эта гробница, окруженная пышным современным ландшафтным садом, находится внутри огороженной территории. На некотором расстоянии от основания гробницы находится красиво разрушенный вход в комплекс гробниц. В центре территории, огороженной границей, находится большая и красивая квадратная платформа из красного камня, на вершине которой находится еще одна платформа поменьше с плоской крышей и без купола. Могила Мирзы Наджаф хана и его дочери Фатимы (умерла в 1820 году), отмеченная надписью, находится внутри двух мраморных кенотафов.